# Lũ lụt Nhật Bản 2018
Từ cuối tháng 6 tới giữa tháng 7 năm 2018, liên tiếp các trận mưa nặng hạt đổ xuống các quận phía tây nam Nhật Bản dẫn đến lũ lụt và bùn trôi trên diện rộng, tàn phá nhiều nhà cửa. Tính đến ngày 12 tháng 7 năm 200 người đã thiệt mạng (một số người bị lở đất chôn sống) và hơn 50 người mất tích. Hơn 8 triệu người được kêu gọi sơ tán khẩn cấp khắp 23 quận. Xấp xỉ 54.000 binh sĩ của Lực lượng Phòng vệ Nhật Bản, cảnh sát và lính cứu hoả đã tìm kiếm những người bị mắc kẹt hoặc bị thương trong các trận lũ lụt và lở đất do mưa nặng hạt, chính phủ Nhật Bản đã thành lập một đơn vị liên lạc tại trung tâm quản lý khủng hoảng thuộc văn phòng thủ tướng để thu thập thông tin.

## Ảnh hưởng

Hoạt ảnh ra-đa mưa lớn các ngày từ 5–7 tháng 7 ở Shikoku và phía tây đảo Honshu

Vào ngày 3 tháng 7 năm 2018, Bão Prapiroon mang mưa lớn và gió đến khu vực Tây Nam Nhật Bản. Trong những ngày sau, dòng chảy phía nam từ cơn bão làm độ ẩm tăng lên sau đó tương tác với một frông tĩnh theo mùa. Cơn lũ chết người bắt đầu vào ngày 5 tháng 7, chủ yếu ở vùng Kansai. Vùng này từng bị động đất tàn phá nhà cửa ba tuần trước. Mưa lớn sau đó lan rộng đến những vùng khác của Nhật Bản, kéo dài về phía Tây Okinawa.

## Hỗ trợ quốc tế
Đài Loan tuyên bố sẽ tài trợ 20 triệu yên cho mục đích cứu trợ thiên tai. Cùng với việc hỗ trợ y tế, chính quyền Tổng thống Philippines Rodrigo Duterte chuyển binh lính, kỹ sư và bác sĩ để trợ giúp tái thiết.
Ngày 9 tháng 7, tổ chức cứu trợ nhân đạo IsraAID của Israel biệt phái đội cứu trợ tới miền tây Nhật Bản để cấp phát nhu yếu phẩm, ước lượng nhu cầu thuốc men và nhu cầu tâm lý xã hội sau sang chấn. Đội cứu trợ tham gia sơ cứu tâm lý và chăm sóc sức khỏe tâm thần cho người sơ tán.